# Pseudopanthera syriacata
Pseudopanthera syriacata är en fjärilsart som beskrevs av Achille Guenée 1858. Pseudopanthera syriacata ingår i släktet Pseudopanthera och familjen mätare. Inga underarter finns listade.